# Ninanajna
Ninanajna – utwór macedońskiej piosenkarki Ełeny Risteskiej napisany przez Darka Dimitrova i Rade Vrčakovskiego i wydany w formie singla w 2006 roku. Piosenka promowała dwie płyty studyjne artystki: 192 z 2006 i Milioner z 2008 roku.
W 2006 roku utwór reprezentował Macedonię w 51. Konkursie Piosenki Eurowizji organizowanym w Atenach, wygrywając w marcu krajowe eliminacje eurowizyjne  po zdobyciu 6 999 głosów telewidzów.
18 maja numer został zaśpiewany przez Ełenę Risteską jako jedenasty w kolejności w półfinale Konkursu Piosenki Eurowizji i z dziesiątego miejsca (76 punktów) awansował do sobotniego finału. Został w nim zaprezentowany ponownie jako jedenasty w kolejności i zajął ostatecznie dwunaste miejsce z 56 punktami na koncie. Piosenka zajmowała najwyższe miejsce w historii udziału Macedonii w konkursie do 2019 roku, gdy Tamara Todewska zajęła 7 miejsce.
Utwór został nagrany w trzech wersjach językowych: angielskiej, macedońskiej oraz angielsko-macedońskiej, którą Ełena Risteska zaprezentowała w Konkursie Piosenki Eurowizji.

## Lista utworów
CD single
1. „Ninanajna” (English Version)
2. „Ninanajna” (Macedonian Version)
3. „Ninanajna” (English-Maceodnian Bilingual Version)

## Personel
W nagraniu singla wzięli udział:
- Ełena Risteska – wokal
- Leonora Poljoska – wokal wspierający
- Darko Dimitrov – muzyka, producent muzyczny, aranżacja
- Rade Vrcakovski – tekst
- Leroy Chambers – wokal wspierający, gitara basowa, producent wokali

Utwór był nagrywany w Studio Dimitrovi w Macedonii Północnej oraz w Studio Shaman we Francji.